# Amesha Spenta

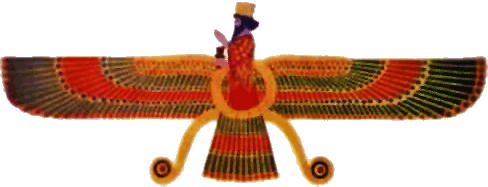
symbole du dieu persan

Les Amesha Spenta (Immortels Saints, Immortels Bénéfiques) sont des génies bénéfiques du zoroastrisme. Ce sont des « entités entourant Ahura Mazda et représentant à la fois les qualités du dieu et de l'homme ». Georges Dumézil (Jupiter, Mars, Quirinus, t. III : Naissance d'archanges. Essai sur la formation de la théologie zoroastrienne, 1945) traduit par « archanges ». Les trois premières entités sont fils d'Ahura Mazdâ ; en revanche, Haurvatât et Ameretât sont des dons distribués par Ahura Mazdâ ; et Spenta Armaiti est une œuvre humaine, avec l'aide d'Ahura Mazdâ.

## Liste
Ces entités, inventées par Zoroastre (Zarathoushtra), sont au nombre de six (sept si on inclut Ahura Mazdâ, qui préside), parfois avec Spenta Mainyu :
« Et pour toi, Haurvatât et Ameretât sont tous deux une nourriture ; grâce au royaume de Vohu Manah, Ârmaiti, avec Asha, a fait croître fraîcheur juvénile et force physique, grâce à quoi, ô Mazdâ, tu épouvantes les ennemis » (Yasna, 34.11, trad. Pierre Lecoq)
« Avec Spenta Mainyu et Vahishta Manah, avec l'action et la parole selon Asha, ils lui donneront Haurvatât et Ameretât ; Mazdâ est avec Xshathra, Ahura avec Ârmaiti » (Yasna, 47.1).
Ordre canonique :
- Vohu Manah : Bonne Pensée ;
- Asha Vahishta : Vérité-Justice excellente, Meilleure Rectitude ;
- Xshathra Vairya : Pouvoir désirable, Empire Désirable ;
- Spentâ Ârmaiti : Sainte Dévotion, Bénéfique Pensée Parfaite ;
- Haurvatāt : Intégrité, Santé ;
- Ameretāt : Non-Mort, Immortalité.

On peut ajouter :
- Ahura Mazdâ	: la sagesse, la lumière, l'omniscience. Parfois Spenta Mainyu (Esprit Saint) est distingué d'Ahura Mazdâ (Seigneur Sage, le dieu suprême) (Yashts 44.7, 45.6) pris pour son père, parfois Ahura Mazdâ est le Spenta Mainyu par excellence (Yashts, 1.1), parfois ils sont identifiés (Yashts, 13.28)[3] ;
- Sraosha : « Obéissance », « Audition, Écoute », incarnation de la justice, divinité psychopompe ;
- Ashi : Aubaine, Rétribution, divinité des récompenses.

Georges Dumézil (Mitra-Varuna, 1940) a montré qu'on trouve là les trois fonctions indo-européennes : religion, guerre, économie. Dans l'Iran zoroastrien, Ohrmazd (Ahura Mazdâ en pehlevi, Seigneur Sage), Asha (Ordre), Vohu Manah (Bonne Pensée), Sraosha (Obéissance), Ashi (Rétribution) figurent la fonction religieuse, la souveraineté ; Xshathra (Puissance) symbolise la fonction guerrière ; enfin, Haurvatât (Santé), Armeretât (Immortalité), Spenta Ârmaiti (Pensée Pieuse, Terre), Anâhitâ représentent la fécondité, la fonction économique. Il y a affinité avec les dieux du védisme : Asha et Varuna, Xshathra et Indra, Haurvatat/Ameretat et les deux Nasatya.
Correspondances : Spenta Mainyu est lié à l'Homme, Asha au Feu, Vohu Manah au Bœuf, Xshathra au Métal, Armaiti à la Terre, Haurvatat/Ameretat aux Eaux et aux Plantes.

## Histoire
« Johanna Narten [Die Amesha Spentas im Avesta] a montré en 1982 que les Gâthâs [chants écrits par Zoroastre] ignoraient le titre divin d'Amesha Spenta et présentaient une liste ouverte d'entités divines au lieu de celle des sept entités canoniques » du mazdéisme postérieur : il admet dix entités dont les trois principales sont Rta (Justice, Vérité), Vohu Manah (la Bonne Pensée) et Ârmati (bonne disposition d'esprit rituelle) (Jean Kellens).
On trouve les Amesha Spentadans dans le Yasna haptanhaiti de l'Avesta (Yasna 39.3), écrit par des disciples immédiats de Zoroastre. « Nous honorons les saints et les saintes. Vivifiants, immortels, toujours vivants, toujours grandissants. Tous ceux et celles qui restent attachés au bon esprit » (Avesta, Yasna 39.3, trad. Charles de Harlez, 1881).
Le chap. I du Bundahishn (IX° s.) donne la liste canonique et les correspondances. Ohrmazd (qui remplace Spenta Mainyu), Vohu Manah, Asha, Xshathra, Armaiti, Haurvatat et Ameretat.